# Кобелево 1-е
Кобелево 1-е (рос. Кобелево 1-е) — присілок в Старицькому районі Тверської області Російської Федерації.
Населення становить 0 осіб. Входить до складу муніципального утворення Степуринське сільське поселення.

## Історія
Від 2005 року входить до складу муніципального утворення Степуринське сільське поселення. Раніше населений пункт належав до Гур'євського сільського округу.

## Населення
| 1859 | 1886 | 2002 | 2010 |
| ---- | ---- | ---- | ---- |
| 151  | ↗215 | ↘0   | →0   |